# Liga Boliviana de Básquetbol Femenino 2018
La Liga Boliviana de Básquetbol Femenino 2018, más conocida como "Libobasquet" fue la segunda edición del torneo organizado por la Federación Boliviana de Básquetbol (FBB) para clubes de básquet femenino, que comenzó con la participación de 5 equipos pero lamentablemente concluyó solo con la conclusión de 4 clubes por la sanción al club San Simón de Cochabamba (campeón defensor) con el descenso de categoría por abandonar el torneo a mitad del desarrollo del mismo. El formato del torneo no se modificó y continuó con sus sistema de Todos contra todos en su primera fase, para luego concluir el certamen con un Final Four en la ciudad de La Paz.
El campeón tendría el derecho de participar en la Liga Sudamericana Femenina de Clubes de Básquetbol de 2019.

## Formato
El formato de la segunda versión de la Libobasquet constaría de 2 fases. La primera de un sistema de todos contra todos donde ningún club quedaría al margen, solamente se jugaría para definir las posiciones de partido en el Final Four también de un Todos contra todos.

#### Distribución geográfica de los Clubes
| Departamento | Cantidad | Club       |
| ------------ | -------- | ---------- |
| Oruro        | 2        | Alemán     |
| Oruro        | 2        | Carl A-Z   |
| Cochabamba   | 1        | Ej-Plaza   |
| La Paz       | 1        | Club Tenis |

## Equipos participantes
| Equipo                                           | Ciudad                 | Temp | Coliseo                         | Capacidad |
| ------------------------------------------------ | ---------------------- | ---- | ------------------------------- | --------- |
| Club Alemán de Oruro                             | Oruro                  | 2    | Luis Lazzo Quinteros            | -         |
| Club Atlético Ramallo Lafuente (Carl A-Z)        | Oruro                  | 1    | Luis Lazzo Quinteros            | -         |
| Estudio Jurídico Plaza de Quillacollo (Ej-Plaza) | Cochabamba Quillacollo | 2    | Max Fernández                   | -         |
| Club Tenis de La Paz                             | La Paz                 | 1    | Polifuncional Club Tenis La Paz | -         |

- Datos desde la temporada 2016

### Entrenadores
| Listado de entrenadores | Listado de entrenadores | Listado de entrenadores   |
| Equipo                  | Fechas                  | Entrenador                |
| ----------------------- | ----------------------- | ------------------------- |
| Alemán                  | Todas                   | Wilman Flores             |
| Carl A-Z                | Todas                   | Marcelo Mendieta          |
| Club Tenis              | Todas                   | Jorge Echalar             |
| EJ Plaza                | Todas                   | José Francisco Zurita (†) |

### Plantillas Libobásquet Femenino 2018
| Alemán (Oruro)            | Alemán (Oruro)                    | Alemán (Oruro) | Alemán (Oruro) | Alemán (Oruro) | Alemán (Oruro) | Alemán (Oruro)                    |
| Num                       | Jugador                           | Pos            | PJ             | Altura         | Ciudad Natal   | Edad                              |
| ------------------------- | --------------------------------- | -------------- | -------------- | -------------- | -------------- | --------------------------------- |
| 3                         | Tatiana Andrea Guzmán Arancibia   |                | 9              |                |                | 15 de octubre de 1990 (34 años)   |
| 4                         | Carolina Blacut Almanza De Arata  |                | 8              |                | Oruro          | 1 de noviembre de 1991 (33 años)  |
| 5                         | Nancy Andrea Ureña Díaz           |                | 4              |                | Oruro          | 4 de noviembre de 1979 (45 años)  |
| 6                         | Magdalena Bianca Aldana Maldonado |                | 2              |                |                | 13 de febrero de 1987 (38 años)   |
| 7                         | Brenda Zoraya Cabrera Azero       |                | -              |                |                | 17 de julio de 1982 (42 años)     |
| 8                         | Vania Barrientos Fernández        |                | 9              |                | Cochabamba     | 27 de febrero de 1991 (34 años)   |
| 9                         | Daniela Romina Martínez Santillán |                | 8              |                |                | 07 de octubre de 2000 (24 años)   |
| 12                        | Marisel Nivia Alanes Coca         |                | 8              |                | Oruro          | 16 de octubre de 1990 (34 años)   |
| 13                        | Marghely Eliana Flores Ríos       |                | 5              |                |                | 25 de diciembre de 1995 (29 años) |
| 14                        | Sonia Vanessa Vásquez De León     |                | 9              |                |                | 1 de octubre de 1983 (41 años)    |
| 15                        | Dayne Carla Cruz Fajardo          |                | 9              |                |                | 2 de diciembre de 1996 (28 años)  |
| 16                        | Jhoana Murillo Rivero             |                | -              |                |                | 25 de febrero de 2002 (23 años)   |
| 20                        | Scarlet Jeancarla Camara Flores   |                | 7              |                |                | 29 de mayo de 2001 (23 años)      |
| 21                        | Nayeli Norma Saavedra Urena       |                | -              |                |                | 24 de marzo de 2002 (23 años)     |
| 24                        | Valeria Natalia Oporto Pereira    |                | -              |                |                | 20 de enero de 2001 (24 años)     |
| 34                        | Alma Sofía Isabel López Valdez    |                | 7              |                |                | 24 de noviembre de 1986 (38 años) |
| 44                        | Tyler Lamour Gilbert              |                | 9              |                |                | 23 de enero de 1994 (31 años)     |
| Entrenador: Wilman Flores |                                   |                |                |                |                |                                   |

| Carl A-Z (Oruro)             | Carl A-Z (Oruro)                 | Carl A-Z (Oruro) | Carl A-Z (Oruro) | Carl A-Z (Oruro) | Carl A-Z (Oruro) | Carl A-Z (Oruro)                  |
| Num                          | Jugador                          | Pos              | PJ               | Altura           | Ciudad Natal     | Edad                              |
| ---------------------------- | -------------------------------- | ---------------- | ---------------- | ---------------- | ---------------- | --------------------------------- |
| 1                            | Tatiana Evelin Cayoja Quispe     |                  | 3                |                  |                  | 10 de octubre de 1997 (27 años)   |
| 3                            | Silvana Yesica Tejeda Vargas     |                  | 8                |                  |                  | 28 de junio de 1981 (43 años)     |
| 5                            | Dairis Tornell Millan            | E                | 8                | 1,76 m (5′ 9″)   |                  | 18 de abril de 1992 (32 años)     |
| 6                            | Leila Ximena Huchani Quisbert    |                  | 8                |                  |                  | 03 de octubre de 2000 (24 años)   |
| 7                            | Nicole Kimberly Rojas Irigoyen   |                  | 9                |                  |                  | 29 de mayo de 1994 (30 años)      |
| 8                            | Romina Mariel Soliz Villca       |                  | 1                |                  |                  | 01 de agosto de 1999 (25 años)    |
| 9                            | Luz Daniela Villca Yucra         |                  | 9                |                  |                  | 18 de mayo de 2000 (24 años)      |
| 10                           | Aylin Joseline Aguilar Cartagena |                  | 2                |                  |                  | 02 de enero de 1992 (33 años)     |
| 11                           | Esther Galit Pacheco Gandarillas | AP, P            | 9                | 1,83 m (6′ 0″)   | Tarija           | 10 de octubre de 1981 (43 años)   |
| 13                           | Ilsen Carvajal                   |                  | -                |                  |                  | 21 de junio de 1997 (27 años)     |
| 14                           | Nil Chelsea Saravia Yapura       |                  | 4                |                  |                  | 13 de marzo de 2000 (25 años)     |
| 15                           | Ruth Karina Villca Yucra         |                  | 7                |                  |                  | 13 de junio de 1998 (26 años)     |
| 16                           | Amber Shirell Holt               | A                | 9                |                  |                  | 07 de junio de 1985 (39 años)     |
| 17                           | Elizabeth Mamani                 |                  | -                |                  |                  | 19 de julio de 1996 (28 años)     |
| 20                           | Agustina Karla Anahí Ledezma     |                  | 9                |                  |                  | 21 de marzo de 1998 (27 años)     |
| 46                           | Jezabel Cáceres                  |                  | -                |                  |                  | 12 de abril de 1999 (25 años)     |
| 77                           | Laura Karen Florida López        |                  | 9                |                  |                  | 22 de diciembre de 1982 (42 años) |
| Entrenador: Marcelo Mendieta |                                  |                  |                  |                  |                  |                                   |

| Ej-Plaza (Quillacollo)                | Ej-Plaza (Quillacollo)                 | Ej-Plaza (Quillacollo) | Ej-Plaza (Quillacollo) | Ej-Plaza (Quillacollo) | Ej-Plaza (Quillacollo) | Ej-Plaza (Quillacollo)             |
| Num                                   | Jugador                                | Pos                    | PJ                     | Altura                 | Ciudad Natal           | Edad                               |
| ------------------------------------- | -------------------------------------- | ---------------------- | ---------------------- | ---------------------- | ---------------------- | ---------------------------------- |
| 5                                     | Eylen Jhuliana Mercado Ontiveros       |                        | 9                      |                        |                        | 17 de mayo de 2000 (24 años)       |
| 6                                     | Fabiola Fuentes Bernal                 |                        | 6                      |                        |                        | 17 de mayo de 1997 (27 años)       |
| 7                                     | Ana Mercedes Reque Lanza               |                        | -                      |                        |                        | 24 de octubre de 1982 (42 años)    |
| 8                                     | Rashel Yerenia Maldonado Castro        |                        | 4                      |                        |                        | 9 de julio de 2001 (23 años)       |
| 9                                     | Britania Elena Gonzales Prada Carballo |                        | 1                      |                        |                        | 7 de febrero de 2002 (23 años)     |
| 11                                    | Brisa Jhelmy Omonte Aguilar            |                        | 8                      |                        |                        | 27 de febrero de 2000 (25 años)    |
| 12                                    | Adriana Zambrana Sánchez               |                        | 9                      |                        |                        | 19 de enero de 1993 (32 años)      |
| 13                                    | Jenaya Abernathy                       |                        | 9                      |                        |                        | 23 de septiembre de 1991 (33 años) |
| 23                                    | Delina Irma Zurita Herbas              |                        | 3                      |                        |                        | 9 de enero de 1972 (53 años)       |
| 24                                    | Gladys Rosario Navarro Andia           |                        | 9                      |                        |                        | 5 de enero de 1982 (43 años)       |
| 30                                    | Andrea Alejandra Espinoza Flores       |                        | 5                      |                        |                        | 14 de noviembre de 2001 (23 años)  |
| 44                                    | Odalis Mireya Salguero Arispe          |                        | 7                      |                        |                        | 5 de enero de 1981 (44 años)       |
| 70                                    | Zuleira Aties Issac                    |                        | 9                      |                        |                        | 9 de octubre de 1980 (44 años)     |
| 99                                    | Alejandra Patricia Flores Escobar      |                        | 3                      |                        |                        | 5 de marzo de 1983 (42 años)       |
| Entrenador: José Francisco Zurita (†) |                                        |                        |                        |                        |                        |                                    |

| Tenis (La Paz)            | Tenis (La Paz)                    | Tenis (La Paz) | Tenis (La Paz) | Tenis (La Paz) | Tenis (La Paz) | Tenis (La Paz)                     |
| Num                       | Jugador                           | Pos            | PJ             | Altura         | Ciudad Natal   | Edad                               |
| ------------------------- | --------------------------------- | -------------- | -------------- | -------------- | -------------- | ---------------------------------- |
| 4                         | Lenny Andrea Cortez Miranda       |                | -              |                |                | 29 de abril de 1979 (45 años)      |
| 5                         | Susana Paola Flores Pacheco       |                | 9              |                | La Paz         | 23 de septiembre de 1988 (36 años) |
| 6                         | Andrea Stephanie Quelca Zambrana  |                | 1              |                |                | 5 de mayo de 1992 (32 años)        |
| 7                         | Amina Njonkou                     |                | 3              |                |                | 6 de abril de 1988 (36 años)       |
| 8                         | Camila Pardo Gonzales             |                | 9              |                | La Paz         | 25 de julio de 1996 (28 años)      |
| 9                         | Sthepany Belén Lujan Saavedra     |                | 9              |                |                | 13 de febrero de 1994 (31 años)    |
| 10                        | Gale Zuazo Fernández              |                | 1              |                |                | 18 de noviembre de 1978 (46 años)  |
| 11                        | Mayra Fernanda Ruiz Porras        |                | 5              |                |                | 13 de enero de 1994 (31 años)      |
| 12                        | Lucía Calderón Iturricha          |                | -              |                |                | 24 de octubre de 2000 (24 años)    |
| 13                        | María Paula Urquiola Marco        |                | 9              |                |                | 30 de junio de 1987 (37 años)      |
| 15                        | Nicole María Franco Saavedra      |                | 3              |                |                | 2 de enero de 1995 (30 años)       |
| 18                        | Andrea Rodríguez Ortube           |                | 4              |                |                | 13 de marzo de 1997 (28 años)      |
| 23                        | Micaela Gómez Webber              |                | 1              |                |                | 26 de enero de 2001 (24 años)      |
| 24                        | Damariz Gabriela Plantarosa López |                | -              |                |                | 19 de enero de 2001 (24 años)      |
| 33                        | Lisdeyvis Martínez Valdés         | P              | 9              | 1,75 m (5′ 9″) |                | 23 de septiembre de 1988 (36 años) |
| 34                        | Edith Thompson Zulueta            | P              | 8              | 1,90 m (6′ 3″) |                | 21 de diciembre de 1991 (33 años)  |
| 55                        | Dasha Alana Mendizabal Peñaranda  |                | -              |                |                | 25 de mayo de 2000 (24 años)       |
| 66                        | Paola Andrea Márquez Aparicio     |                | 1              |                |                | 14 de noviembre de 1998 (26 años)  |
| Entrenador: Jorge Echalar |                                   |                |                |                |                |                                    |

- Datos de la página oficial de FIBA y la Federación Boliviana de Básquetbol.

## Primera Fase
| Equipo                      | PJ | PG | PP | CF  | CC  | DIF  | PTS |
| --------------------------- | -- | -- | -- | --- | --- | ---- | --- |
| Tenis (La Paz)              | 6  | 6  | 0  | 500 | 385 | +115 | 12  |
| Carl A-Z (Oruro)            | 6  | 4  | 2  | 484 | 410 | +74  | 10  |
| Alemán (Oruro)              | 6  | 2  | 4  | 438 | 498 | -60  | 8   |
| Ej-Plaza (Cochabamba)       | 6  | 0  | 6  | 392 | 521 | -129 | 6   |
| Club San Simón (Cochabamba) | 0  | 0  | 0  | 0   | 0   | 0    | 0   |

| Ej-Plaza   | 71 - 72 | Carl A-Z | Max Fernández            | 9 de marzo  | 20:30 |
| Club Tenis | 73 - 60 | Alemán   | Polifuncional Club Tenis | 10 de marzo | 18:00 |

| Club Tenis | 68 - 65 | Carl A-Z | Polifuncional Club Tenis | 17 de marzo | 18:00 |
| Ej-Plaza   | 85 - 91 | Alemán   | Max Fernández            | 17 de marzo | 21:00 |

| Carl A-Z | 71 - 72  | Club Tenis | Luis Lazzo Quinteros | 23 de marzo | 20:00 |
| Alemán   | 64 - 102 | Club Tenis | Luis Lazzo Quinteros | 23 de marzo | 20:00 |

| Carl A-Z | 91 - 58 | Ej-Plaza | Luis Lazzo Quinteros | 30 de marzo (tal vez) |
| Alemán   | 95 - 63 | Ej-Plaza | Luis Lazzo Quinteros | 30 de marzo (tal vez) |

| Alemán   | 76 - 94 | Carl A-Z   | Luis Lazzo Quinteros | 6 de abril | 20:00 |
| Ej-Plaza | 43 - 80 | Club Tenis | Max Fernández        | 21:00      |       |

| Carl A-Z   | 81 - 52 | Alemán   | Luis Lazzo Quinteros     | 14 de abril | 18:00 |
| Club Tenis | 92 - 72 | Ej-Plaza | Polifuncional Club Tenis | 18:00       |       |

## Segunda Fase
La segunda fase, o Final Four se jugó bajo el sistema de todos contra todos con la sede en la ciudad de La Paz en el coliseo "Polifuncional del Club Tenis La Paz" en 3 días consecutivos donde dejó la corona al club Carl A-Z de la ciudad de Oruro.
| Equipo                 | PJ | PG | PP | CF  | CC  | DIF | Pts |
| ---------------------- | -- | -- | -- | --- | --- | --- | --- |
| Carl A-Z (Oruro)       | 3  | 3  | 0  | 233 | 185 | +48 | 6   |
| Tenis (La Paz)         | 3  | 2  | 1  | 226 | 190 | +36 | 5   |
| Ej-Plaza (Quillacollo) | 3  | 1  | 2  | 184 | 243 | -59 | 4   |
| Alemán (Oruro)         | 3  | 0  | 3  | 169 | 217 | -48 | 3   |

#### Fecha 1
| 20 de abril, 18:30 | Carl A-Z                                                 | 92–65                | EJ Plaza                                                         | La Paz                                                                                             |  |
|                    | Parciales: 26-9, 17-20, 22-12, 27-24                     |                      |                                                                  | |  |
|                    | Estadísticas Amber Holt 28 Amber Holt 14 Nicole Rojas 11 | Reporte Pts Reb Asts | Estadísticas 37 Zuleira Issac 16 Zuleira Issac 6 Odalis Salguero | Pabellón: Polifuncional Club Tenis La Paz Árbitros: * José Rivero * Tito Ugarte * Alejandro Vargas |  |

| 20 de abril, 20:30 | Tenis                                                                   | 74–73                | Alemán                                                                       | La Paz                                                                                             |  |
|                    | Parciales: 14-14, 14-13, 25-24, 21-22                                   |                      |                                                                              | |  |
|                    | Estadísticas Lisdeyvis Martínez 19 Camila Pardo 13 Lisdeyvis Martínez 3 | Reporte Pts Reb Asts | Estadísticas 33 Sonia Vásqued De León 21 Sonia Vásqued De León 10 Dayne Cruz | Pabellón: Polifuncional Club Tenis La Paz Árbitros: * Daniel Vega * José Rivero * Alejandro Vargas |  |

#### Fecha 2
| 21 de abril, 18:00 | Tenis                                                         | 82–43                | EJ Plaza                                                      | La Paz                                                                                             |  |
|                    | Parciales: 23-14, 14-9, 17-10, 28-10                          |                      |                                                               | |  |
|                    | Estadísticas Amina Njonkou 19 Camila Pardo 18 Susana Flores 6 | Reporte Pts Reb Asts | Estadísticas 17 Zuleira Issac 11 Zuleira Issac 3 Brisa Omante | Pabellón: Polifuncional Club Tenis La Paz Árbitros: * Daniel Vega * Tito Ugarte * Alejandro Vargas |  |

| 21 de abril, 20:00 | Alemán                                                   | 51–67                | Carl A-Z                                                | La Paz                                                                                         |  |
|                    | Parciales: 15-17, 17-15, 9-14, 10-21                     |                      |                                                         |                                                                                                |  |
|                    | Estadísticas Dayne Cruz 15 Tyler Gilbert 11 Dayne Cruz 2 | Reporte Pts Reb Asts | Estadísticas 26 Amber Holt 25 Amber Holt 8 Nicole Rojas | Pabellón: Polifuncional Club Tenis La Paz Árbitros: * Daniel Vega * Jerry Rivera * Tito Ugarte |  |

#### Fecha 3
| 22 de abril, 11:00 | Alemán                                                                      | 69–76                | EJ Plaza                                                         | La Paz                                                                                        |  |
|                    | Parciales: 17-21, 8-18, 20-19, 24-18                                        |                      |                                                                  |                                                                                               |  |
|                    | Estadísticas Sonia Vásquez De León 46 Sonia Vásquez De León 12 Dayne Cruz 5 | Reporte Pts Reb Asts | Estadísticas 27 Zuleira Issac 16 Zuleira Issac 5 Odalis Salguero | Pabellón: Polifuncional Club Tenis La Paz Árbitros: * Daniel Vega * José Rivero * Tito Ugarte |  |

| 22 de abril, 13:00 | Tenis                                                                   | 70–74                | Carl A-Z                                                | La Paz                                                                                              |  |
|                    | Parciales: 11-19, 18-17, 16-13, 19-15 (T.E.: 6-10)                      |                      |                                                         | |  |
|                    | Estadísticas Lisdeyvis Martínez 25 Camila Pardo 14 Lisdeyvis Martínez 6 | Reporte Pts Reb Asts | Estadísticas 26 Amber Holt 18 Amber Holt 5 Nicole Rojas | Pabellón: Polifuncional Club Tenis La Paz Árbitros: * Daniel Vega * Jerry Rivera * Alejandro Vargas |  |

### Plantilla del equipo campeón
| Carl A-Z (Oruro)             | Carl A-Z (Oruro)                 | Carl A-Z (Oruro) | Carl A-Z (Oruro) | Carl A-Z (Oruro) | Carl A-Z (Oruro) | Carl A-Z (Oruro)                  |
| Num                          | Jugador                          | Pos              | PJ               | Altura           | Ciudad Natal     | Edad                              |
| ---------------------------- | -------------------------------- | ---------------- | ---------------- | ---------------- | ---------------- | --------------------------------- |
| 1                            | Tatiana Evelin Cayoja Quispe     |                  | 3                |                  |                  | 10 de octubre de 1997 (27 años)   |
| 3                            | Silvana Yesica Tejeda Vargas     |                  | 8                |                  |                  | 28 de junio de 1981 (43 años)     |
| 5                            | Dairis Tornell Millan            |                  | 8                |                  |                  | 18 de abril de 1992 (32 años)     |
| 6                            | Leila Ximena Huchani Quisbert    |                  | 8                |                  |                  | 03 de octubre de 2000 (24 años)   |
| 7                            | Nicole Kimberly Rojas Irigoyen   | E                | 9                |                  | Cochabamba       | 29 de mayo de 1994 (30 años)      |
| 8                            | Romina Mariel Soliz Villca       |                  | 1                |                  |                  | 01 de agosto de 1999 (25 años)    |
| 9                            | Luz Daniela Villca Yucra         |                  | 9                |                  |                  | 18 de mayo de 2000 (24 años)      |
| 10                           | Aylin Joseline Aguilar Cartagena |                  | 2                |                  |                  | 02 de enero de 1992 (33 años)     |
| 11                           | Esther Galit Pacheco Gandarillas |                  | 9                |                  |                  | 10 de octubre de 1981 (43 años)   |
| 13                           | Ilsen Carvajal                   |                  | -                |                  |                  | 21 de junio de 1997 (27 años)     |
| 14                           | Nil Chelsea Saravia Yapura       |                  | 4                |                  |                  | 13 de marzo de 2000 (25 años)     |
| 15                           | Ruth Karina Villca Yucra         |                  | 7                |                  |                  | 13 de junio de 1998 (26 años)     |
| 16                           | Amber Shirell Holt               |                  | 9                |                  |                  | 07 de junio de 1985 (39 años)     |
| 17                           | Elizabeth Mamani                 |                  | -                |                  |                  | 19 de julio de 1996 (28 años)     |
| 20                           | Agustina Karla Anahí Ledezma     |                  | 9                |                  |                  | 21 de marzo de 1998 (27 años)     |
| 46                           | Jezabel Cáceres                  |                  | -                |                  |                  | 12 de abril de 1999 (25 años)     |
| 77                           | Laura Karen Florida López        |                  | 9                |                  |                  | 22 de diciembre de 1982 (42 años) |
| Entrenador: Marcelo Mendieta |                                  |                  |                  |                  |                  |                                   |

- Datos de la página oficial de FIBA y la Federación Boliviana de Básquetbol.

- Se cuentan todos los partidos del torneo